# Ett ödesdigert inkognito
Ett ödesdigert inkognito är en svensk stumfilm från 1920 i regi av Sölve Cederstrand. Filmen är en komedi i fyra akter och i huvudrollerna ses Tage Almqvist, Signe Selid och Eric Rickberg.

## Om filmen
Filmen hade premiär den 25 oktober 1920 på biograferna Moulin Rouge i Malmö och på Olympia vid Birger Jarlsgatan i Stockholm.

## Rollista
- Tage Almqvist – Georg Wilck, skådespelare
- Signe Selid – Magda
- Eric Rickberg	– Fred Palmer
- Ruth Stråhle – första godsägardottern
- Helene Olsson	– andra godsägardottern
- Anna-Brita Hyberg – tredje godsägardottern
- Kerstin Bergman – ej identifierad roll
- Märta Olsson – ej identifierad roll